# Ейнтрий (писта)
„Ейнтрий Мотор Рейсинг Сиркуит“ (на английски: Aintree Motor Racing Circuit) е писта за автомобилни и мотоциклетни състезания в село Ейнтрий (Aintree), граничейки на юг с Ливърпул, Англия.

## История
Построена е през 1954 г. на територията на хиподрума „Ейнтрий Рейскорс“.
В първите години след построяването ѝ е домакин на 5 състезания от „Формула 1“ – Голямата награда на Великобритания през 1955, 1957, 1959, 1961 и 1962 г. Освен това на нея се провеждат 11 състезания от неофициалния календар на „Формула 1“.
В днешни дни се използва само за състезания по картинг, както и за някои клубни автомобилни състезания.

## Бъдеще
Има планове или да бъде закрита или да бъде модернизирана, за да може да домакинства на състезания от ранга на Формула Рено или Формула Форд.

## „Формула 1“
| Година | Победител                 | Болид          | Време       | Дължина на пистата | Обиколки | Средна скорост | Дата   |
| ------ | ------------------------- | -------------- | ----------- | ------------------ | -------- | -------------- | ------ |
| 1955   | Стърлинг Мос              | Мерцедес-Бенц  | 3:07:21,2 ч | 4,828 км           | 90       | 139,155 км/ч   | 16 юли |
| 1957   | Тони Брукс / Стърлинг Мос | Вануол         | 3:06:37,8 ч | 4,828 км           | 90       | 139,695 км/ч   | 20 юли |
| 1959   | Джак Брабам               | Купър-Клумакс  | 2:30:11,6 ч | 4,828 км           | 75       | 144,653 км/ч   | 18 юли |
| 1961   | Волфганг фон Трипс        | Ферари         | 2:40:53,6 ч | 4,828 км           | 75       | 135,034 км/ч   | 15 юли |
| 1962   | Джим Кларк                | Лотус-Клаймакс | 2:26:20,8 ч | 4,828 км           | 75       | 148,456 км/ч   | 21 юли |